# Проспект Леонида Каденюка
Проспект Леони́да Каденюка́ — проспект в Деснянском и Днепровском районах (Соцгород) Киева. Простирается от Дарницкой площади до улицы Гетмана Павла Полуботка. Возник в 1940-е — 1950-е годы XX века как Диагональная улица. В период с 1961 по 1968 год — улица Юрия Гагарина, переименованная в честь первого в мире космонавта, Героя Советского Союза Юрия Гагарина; с 1968 по 2023 год — проспект Юрия Гагарина.  Современное название проспект получил в 2023 году в честь первого космонавта независимой Украины, лётчика-испытателя, генерал-майора ВВС Украины, Героя Украины Леонида Каденюка. Является частью Малой Окружной дороги и отрезком автодороги М-01, входящей в состав международной трассы Е-95.
К проспекту Леонида Каденюка примыкают: улицы Строителей — Владимира Сосюры — Павла Усенко — Финский переулок — бульвар Верховного Совета — улицы Юрия Поправки — Уинстона Черчилля — Гната Хоткевича — Якова Гнездовского.
На проспекте расположены:
- 7 — кинотеатр «Днепр»;
- 11 — средняя школа № 176;
- 16 — Университетский колледж Киевского университета имени Бориса Гринченко;
- 19 — средняя школа № 129;
- 19/30 — Библиотека Днепровского района № 5 им. Александра Олеся;
- 22 — Киевское высшее профессиональное училище технологий и дизайна одежды;
- 23 — ОАО «Агропромсистема».

## Транспорт
- Маршрутное такси 416, 415, 414, 516, 523, 526, 529, 555, 590
- Автобусы 6, 63, 118, 33Т
- Станция метро «Черниговская»
- До 2004 года, по всей протяженности улицы проходила трамвайная линия. Ныне она осталась только на участке от улицы Гната Хоткевича до улицы Якова Гнездовского. Трамваи: 8, 22, 28, 28д, 29, 33, 35